# Saint-Thibault (Oise)
Saint-Thibault ist eine französische Gemeinde mit 285 Einwohnern (Stand 1. Januar 2022) im Département Oise in der Region Hauts-de-France. Die Gemeinde liegt im Arrondissement Beauvais und ist Teil der Communauté de communes de la Picardie Verte und des Kantons Grandvilliers.

## Geographie
Die Gemeinde auf der Hochfläche, die im Osten von der früheren Route nationale 15bis zur Gemeinde Hescamps im Département Somme begrenzt wird, erstreckt sich nach Westen bis an die Gemeinde Abancourt und umfasst die Ortsteile Menantissart, Les Calais und Haleine und das Gehöft La Mottelette.

## Einwohner
| 1962 | 1968 | 1975 | 1982 | 1990 | 1999 | 2006 | 2011 |
| ---- | ---- | ---- | ---- | ---- | ---- | ---- | ---- |
| 265  | 244  | 215  | 212  | 176  | 198  | 245  | 285  |

## Verwaltung
Bürgermeisterin (maire) ist seit 2001 Nadine Van Ooteghem.

## Sehenswürdigkeiten
- Kirche Saint-Thibault
- Kapelle Notre-Dame im Ortsteil Haleine
- Kapelle Notre-Dame-de-Bon-Secours im Ortsteil Le Calais
- Kelter aus dem ersten Viertel des 19. Jahrhunderts, seit 1992 Monument historique[1]